# Цар має померти
«Цар має померти» (англ. The King Must Die) — роман британської письменниці Мері Рено, написаний 1958 року. Дія твору розгортається на теренах мікенської доби в Тройзені, Елевсині, Афінах, у Кноссі на Криті та острові Наксос.
«Цар має померти» — перший роман дилогії «Тесей», в якому життя героя від ранніх років до повернення з Криту трактується максимально реалістично із залученням сучасних знань про крито-мікенську цивілізацію, зокрема про культ богині Матері Део.

## Сюжет
Афінський цар Егей, не маючи спадкоємця-сина та переслідуваний невдачами, звертається по пораду до Дельфійського оракула. Піфія переказує йому не вживати вина до повернення в Афіни, аби одного разу не померти від горя. Повертаючись через Тройзен, Егей розповів пророкування піфії тамтешньому царю Пітфею. Останній, здогадуючись, що знаки долі віщують народження героя, відвів афінського володаря на ложе своєї дочки Етри, верховної жриці Тройзена. На ранок Егей залишив свій меч та сандалії під вівтарем Зевса і наказав Етрі відправити сина до нього лише тоді, коли той зможе підняти камінь.
Цей подвиг Тесей здійснив у віці 16 років, хоча й не відрізнявся високим зростом та геройськими статурою й силою. Навпаки зовні Тесей, невисокий, м'язистий та прудкий, був надзвичайно схожий на «береговий народ» (див. Народи моря, Пеласги), витіснений з цих земель або обернений в рабство під час дорійського вторгнення.
Тесей вирушив до Афін, але обрав небезпечний Істмійський шлях, аби здолати усі перешкоди, побороти труднощі, і таким чином самоствердитись. Сам на сам він долає усіх чудовиськ та розбійників Істму. В Мегарі він вбив свиню Файю. В Елевсин Тесей прибуває на свято нового врожаю, під час якого старий цар має померти, а той, хто зуміє його здолати, стане новим царем. Тесей вбиває Керкіона минулого року, стає чоловіком Персефони — цариці Елевфину та верховної жриці Матері Део. Впродовж року, який він провів в місті, Тесей об'єднує навколо себе безправних елевсинських чоловіків, товаришує із царями сусідніх держав, очищує Істм від розбійників та зрештою скидає культ Богині-Матері, стає повноправним царем.
Відтак до Афін Тесей прибуває царем Елевсину. Коханка Егея чаклунка Медея здогадується, що Тесей — і є син Егея, вирішує його отруїти, аби залишити афінський престол за своїм власним сином. Егей вже простягнув до Тесея келих із отрутою, але в той самий момент Тесей відкрив царю його ж меч. Егей вибив келих із рук сина та одразу оголосив своїм спадкоємцем. Чаклунка Медея втекла на своїй колісниці назавжди з Афін, але прокляла Тесея.
Разом Егей та Тесей вигнали та вбили попереднього спадкоємця Палланта разом із його 50-ма синами паллантидами. В день народження Тесея в Афіни несподівано прийшов корабль з Крита за даниною: на острів регулярно відправляли 7 юнаків та 7 дівчат, які мали в Кноссі танцювати із чорним биком (див. Таврокатапсія) — земним втіленням Посейдона. Згідно з міфом, юнаків, що відпливали на Крит, мали спустити в лабіринт та згодовувати Мінотавру. В романі Мінотавр — цілком реальна особа. Він син Пасіфаї, дружини Міноса, народжений не від царя. Мінотавр прагне якнайшвидше погубити хворого Міноса та захопити владу.
Тесей став найбільш вправним та найшанованішим танцюристом із биком та зумів настільки згуртувати своїх афінських друзів, аби вони цінили життя один одного, наче свої власне. Відтак загін Тесея «Журавлі» не втратив за рік в Кноссі жодного танцюриста до самого повстання, що розпочалось після потужного землетрусу — Тесей міг відчувати наближення землетрусів, оскільки мав вроджений дар свого покровителя-батька Посейдона. Тесей повів на палац Міноса танцюристів та пригнічених критян. У змові Тесею допомагала Аріадна — дочка Міноса, зведена сестра Мінотавра та верховна жриця. Вона покохала Тесея за вправність на арені і вирушила разом із ним в Афіни.
Морським шляхом на батьківщину Тесей зробив зупинку на острові Наксос. Тут він став свідком того, як виконуючи разом із менадами один з найдикіших обрядів старої релігії, Аріадна й сама приєдналась до діонісійських оргій і допомогла розірвати на шматки молодого царя. Залишивши Аріадну, Тесей поспіхом збирає своїх товаришів «Журавлів» і повертається сам в Афіни. Рік тому, прощаючись із батьком та обіцяючи йому повернутись будь-що, Тесей обіцяв змінити траурний чорний парус на білий, але тепер він забув виконати цю обіцянку. Прибувши в порт, Тесей бачить місто в жалобі — горе змусило Егея кинутись зі скелі в море. За цим моментом події життя героя викладаються в романі «Бик з моря».

## Локації
Стародавні Афіни || Делос || Елевсин || Істмія || Кносс || Мегара || Наксос || Порос || Фера (Санторіні) || Тройзен || Суніон

## Персонажі
- Тесей — син афінського владаря Егея і тройзенської царівни Етри.

Інші персонажі роману — головні і другорядні — наведені в алфавітному порядку:
- Актор — головний тренер танцюристів із биком в Кноссі.
- Аріадна — дочка Міноса, верховна жриця Кносса.
- Астеріон, він же Мінотавр — син Пасіфаї, дружини Міноса.
- Дедал — будівничий Лабіринту в Кноссі та бика Пасіфаї, який слугував для тренувань танцюристів на бичачому дворі.
- Дексій — товариш Тесея в дитинстві, колісничий в Тройзені.
- Діокл — дядько Тесея, вбитий в Тройзені.
- Егей — батька Тесея, Цар Афін, син Пандіона.
- Етра — мати Тесея, дочка Тройзенського володаря Пітфея, сина Пелопса.
- «Журавлі» — юнаки та дівчата, вивезені разом з Тесеєм на Крит для танців із биком:
  - дівчата: Хриса, Меланто, Гіфіла, Геліка, Ріна, Філія, Фіва.
  - юнаки: Тесей, Амінтор, Форміон, Теламон, Гіппон, Ір(ос), Менесфен.
- соратники Тесея в Елевсині: Палланс, Біас, Гіпсенор, Амінтор.
- Коринфянин — танцюрист із биком, стрибун, який найдовше залишився живим на момент прибуття Журавлів.
- Керкіон — чоловік Персефони, однорічний цар Елевсина.
- Ксанф — брат Персефони, ворог Тесея.
- Лікос — капітан корабля, на якому «Журавлі» відпливли з Криту.
- Медея — чаклунка, коханка Егея.
- Мінос — правитель Кносса, за якого Крит досяг найвищої могутності та встановив таласократію.
- Ніс — цар Мегари, син Пандіона.
- Паллант — владар південної Аттики та Суніона, суперник Тесея, син Пандіона.
- Пасіфая — дружина Міноса, мати Аріадни, Мінотавра (або Астеріона) та Девкаліона.
- Персефона — священне ім'я цариці Елевсина, публічне ім'я — Кона.
- Пітфей — цар Тройзена, батько Етри та дід Тесея.
- Пілас — син Ніса.
- Сініс — істмійський розбійник.
- Скірон — істмійський розбійник.
- Фотій — командувач палацової охорони Астеріона (Мінотавра).
- Фалестра — сарматка, танцюристка в Кноссі, доєдналась із власним загоном до повстання.